# Condé-lès-Vouziers
Condé-lès-Vouziers is een plaats en voormalige gemeente in het Franse departement Ardennes in de regio Grand Est.

## Geschiedenis
Op 1 maart 1961 werd Condé-lès-Vouziers opgenomen in de gemeente Vouziers.
Blaise · Chestres · Condé-lès-Vouziers · Terron-sur-Aisne · Vouziers · Vrizy